# سوفیا رجینا آلیسون
سوفیا رجینا آلیسون (زاده ۲۷ مه ۱۹۹۷)، که بیشتر با نام هنری فوتبال مامان شناخته می‌شود، خواننده و ترانه‌سرای آمریکایی اهل نشویل، تنسی است.
آلیسون در سال ۱۹۹۷ در زوریخ سوئیس متولد شد. او در مدرسه هنرهای نشویل که یک دبیرستان تخصصی است گیتار خواند و در گروه سوئینگ نواخت.

## آهنگ‌شناسی

### آلبوم‌های استودیویی
| تمیز                                                                           | - تاریخ انتشار: ۲ مارس ۲۰۱۸ - برچسب: پوسوم چاق - فرمت‌ها: LP، CD، دانلود دیجیتال، جریان                     | -   | -  | - | -  | ۲۰ | -  | -  |
| تئوری رنگ                                                                      | - منتشر شده: ۲۸ فوریه ۲۰۲۰ - برچسب: لوما ویستا، کنکورد - فرمت‌ها: سی دی، ال پی، کاست، دانلود دیجیتال، جریان | ۱۴۲ | ۷  | ۲ | ۲۲ | -  | ۵۲ | -  |
| گاهی اوقات، برای همیشه                                                         | - منتشر شده: ۲۴ ژوئن 2022 - برچسب: لوما ویستا، کنکورد - فرمت‌ها: LP, CD، دانلود دیجیتال، بخارپز             | ۱۳۷ | ۱۴ | ۱ | -  | ۷  | ۱۴ | ۹۵ |
| "—" به صدای ضبط شده‌ای اشاره می‌کند که در آن منطقه نمودار نشده یا منتشر نشده‌است. | |     |    |   |    |    |    |    |

### آلبوم‌های نمایشی
| عنوان            | جزئیات                                                                     | اوج موقعیت‌های نمودار | اوج موقعیت‌های نمودار |
| عنوان            | جزئیات                                                                     | ایالات متحده حرارت.  | ایالات متحده ایندی   |
| ---------------- | -------------------------------------------------------------------------- | -------------------- | -------------------- |
| برای قلب‌های جوان | - تاریخ انتشار: ۱۷ ژوئن ۲۰۱۶ - برچسب: نوار ارکیده - فرمت‌ها: دانلود دیجیتال | ۵                    | ۳۰                   |

### آلبوم‌های تألیفی
| عنوان                                | جزئیات                                                                                  |
| ------------------------------------ | --------------------------------------------------------------------------------------- |
| مجموعه                               | - منتشر شده: ۴ اوت ۲۰۱۷ - برچسب: پوسوم چاق - فرمت‌ها: سی دی، ال پی، کاست، دانلود دیجیتال |
| سری تک آهنگ‌های فوتبال مامان و دوستان | - منتشر شده: ۲ ژوئیه ۲۰۲۰ - برچسب: لوما ویستا، کنکورد - فرمت‌ها: دانلود دیجیتال          |

### نمایشنامه‌های تمدید شده
| عنوان                            | جزئیات                                                                                |
| -------------------------------- | ------------------------------------------------------------------------------------- |
| آهنگ‌هایی برای غمگین‌های اخیر      | - منتشر شده: ۲۵ سپتامبر ۲۰۱۵ - برچسب: خود آزاد شده - فرمت‌ها: دانلود دیجیتال           |
| آهنگ‌هایی از اتاق خواب من         | - تاریخ انتشار: ۱۱ دسامبر ۲۰۱۵ - برچسب: خود آزاد شده - فرمت‌ها: دانلود دیجیتال         |
| آهنگ‌هایی از اتاق خواب من (بخش ۲) | - تاریخ انتشار: ۲۶ ژانویه ۲۰۱۶ - برچسب: خود آزاد شده - فرمت‌ها: دانلود دیجیتال         |
| مامان فوتبال در Audiotree Live   | - تاریخ انتشار: ۱۰ اکتبر ۲۰۱۷ - برچسب: Audiotree Music - فرمت‌ها: دانلود دیجیتال       |
| شب کارائوکه                      | - منتشر شده: ۱۵ سپتامبر 2023 - برچسب: لوما ویستا - فرمت: LP CD، دانلود دیجیتال، جریان |

### تک آهنگ‌ها
| "آخرین دختر" / "تو را می‌بینم"                                                  | ۲۰۱۷ | -  |             |                             |
| "آلیسون"                                                                       | ۲۰۱۷ | -  | -           | مجموعه                      |
| "پشت و رو"                                                                     | ۲۰۱۷ | -  | -           | مجموعه                      |
| " سگ شما "                                                                     | ۲۰۱۸ | -  | -           | تمیز                        |
| "سرد"                                                                          | ۲۰۱۸ | -  | -           | تمیز                        |
| "برآمدن عقرب"                                                                  | ۲۰۱۸ | -  | -           | تمیز                        |
| "گور دسته جمعی" (با سلامت)                                                     | ۲۰۱۸ | -  | -           | Disco4: Part I              |
| "هنری" / "من در آتش هستم"                                                      | ۲۰۱۸ | -  | rowspan="2" |                             |
| "شکوفه (دمو)" / "من تو را خواهم دید"                                           | ۲۰۱۹ | -  | -           |                             |
| "خوراک"                                                                        | ۲۰۱۹ | -  | -           | چرخش (موسیقی متن فیلم اصلی) |
| "لوسی"                                                                         | ۲۰۱۹ | -  | -           | تئوری رنگ                   |
| "زرد رنگ چشمان اوست"                                                           | ۲۰۱۹ | -  | -           | تئوری رنگ                   |
| دایرهٔ زهکشی کنید                                                               | ۲۰۲۰ | ۱۸ | -           | تئوری رنگ                   |
| "جریان خون"                                                                    | ۲۰۲۰ | -  | -           | تئوری رنگ                   |
| "خزیدن در پوست من" / "دور تخلیه"                                               | ۲۰۲۰ | -  | -           | تئوری رنگ                   |
| "Rom Com 2004"                                                                 | ۲۰۲۱ | -  | rowspan="2" |                             |
| "Rom Com 2021" (با کرو کرو بونیتو)                                             | ۲۰۲۱ | -  | -           |                             |
| "تفنگ ساچمه ای"                                                                | ۲۰۲۲ | ۱۳ | -           | گاهی اوقات، برای همیشه      |
| "مصیبت نامقدس"                                                                 | ۲۰۲۲ | -  | -           | گاهی اوقات، برای همیشه      |
| "استخوان ها"                                                                   | ۲۰۲۲ | -  | -           | گاهی اوقات، برای همیشه      |
| "نمایشی جدید"                                                                  | ۲۰۲۲ | -  | -           | گاهی اوقات، برای همیشه      |
| "تو را از دست بده" (با قلدر)                                                   | ۲۰۲۳ | ۱۳ |             |                             |
| " خورشید را غوطه ور کن "                                                       | ۲۰۲۳ | –  | -           | شب کارائوکه                 |
| " وقتی با تو هستم فقط من هستم "                                                | ۲۰۲۳ | –  | -           | شب کارائوکه                 |
| "—" به صدای ضبط شده‌ای اشاره می‌کند که در آن منطقه نمودار نشده یا منتشر نشده‌است. |      |    |             |                             |

### نماهنگ
| عنوان                  | سال  | کارگردان               |
| ---------------------- | ---- | ---------------------- |
| "آلیسون"               | ۲۰۱۷ | هری جیمز کلیفورد       |
| "پشت و رو"             | ۲۰۱۷ | هری جیمز کلیفورد       |
| "سگ شما"               | ۲۰۱۸ | فیلم‌های زندگی عجیب     |
| "سرد"                  | ۲۰۱۸ | امبار ناوارو           |
| "عقرب طلوع می‌کند"      | ۲۰۱۸ | جونی نگاه              |
| "زرد رنگ چشمان اوست"   | ۲۰۱۹ | الکس راس پری           |
| "دایره زهکشی"          | ۲۰۲۰ | عطیبا جفرسون           |
| "جریان خون"            | ۲۰۲۰ | بلا کلارک و هیون باتلر |
| "Rom Com 2004"         | ۲۰۲۱ | Fustic Studio          |
| "تفنگ ساچمه ای"        | ۲۰۲۲ | کوین لومباردو          |
| "استخوان ها"           | ۲۰۲۲ | الکس راس پری           |
| "همیشه آن را احساس کن" | ۲۰۲۲ | زاو مگاسیس             |